# Dômes de Narina
Narina Tholi
Pour les articles homonymes, voir Narina.
Les dômes de Narina (désignation internationale : Narina Tholi) sont un ensemble de dômes situé sur Vénus dans le quadrangle d'Aino Planitia. Il a été nommé en référence à Narina, déesse oiseau sauvage d'Australie.